# 劍龍科
劍龍科（學名：Stegosauridae）是装甲类（Thyreophora）剑龙亚目（Stegosauria）下的一個科，其中包含最知名的劍龍属，旗下成員全部為中型植食恐龍，以大量群居的方式生活。牠們生存於侏儸紀晚期到白堊紀早期，分佈於北半球多處，美国和中国为最大的两大化石发现地，其余剑龙科少部分发现于非洲北部。
全數剑龙科的恐龙在恐龙大灭绝之前就已经自行灭绝，和剑龙科有同样状况的还有异特龙科的全体成员。

## 敘述
本科是劍龍亞目中最為衍化的一群，背部到尾部上方有雙排的骨板或尖刺，可能具有防衛功能。較原始物種的骨板或尖刺較小，某些物種的肩膀則具有長刺。劍龍科的頭顱骨較華陽龍科長，前上頜骨沒有牙齒。前肢較後肢短。

## 分類學
劍龍科最早是由奧塞內爾·查利斯·馬什（Othniel Charles Marsh）在1880年提出。目前的範圍是包含狹臉劍龍，而不包含太白華陽龍在內的最大演化支。
銳龍是原始的物種，具有原始的特徵，例如：脊椎、前肢長度接近後肢。與原始特徵相反，銳龍可能體型相當大。近年發現的米拉加亞龍可能是其近親。
釘狀龍的骨板較小，後半段的骨板多成尖刺狀。
劍龍亞科的體型大，背部有大型、交錯排列的骨板，尾巴具有2到4對尾刺。某些物種的肩膀也具有尖刺。劍龍亞科內部的物種與演化關係仍有爭議。

## 外部連結
- 劍龍科的定義歷史 Taxon Search
- 劍龍科 kheper.net
- 劍龍科 Palæos.com